# Desert Strike
Desert Strike: Return to the Gulf es un videojuego de Disparos y Estrategia del año 1992, producido por Electronic Arts para 
Sega Genesis y también para otras plataformas. 
El juego trata acerca de un conflicto ficticio entre los Estados Unidos y el General Kilbaba, un dictador loco de oriente medio. La misión del jugador es manejar un Helicóptero de combate Apache, destruir los vehículos e instalaciones del enemigo y rescatar rehenes, administrando el combustible y las municiones del Helicóptero. El concepto del juego está basado en la Guerra del Golfo Pérsico (1990-1991), que fue el acontecimiento político-militar más relevante de aquellos años.
El diseñador en jefe, Mike Posehn, no tenía ninguna experiencia en videojuegos antes de trabajar en Desert Strike. El presidente de Electronic Arts, Trip Hawkins, le sugirió a Posehn que desarrollara un juego para el Sega Genesis, que estaba a punto de salir al mercado. Hawkins le recomendó a Posehn que creara un juego similar al Choplifter (1985) de Apple II. El objetivo de Posehn era crear un juego no lineal con vehículos suavemente animados.
Desert Strike fue un éxito comercial y fue el título mejor vendido de Electronic Arts en ese momento. Los críticos elogiaron la diversión, la mezcla de acción y estrategia, los gráficos y el sonido del juego. Sin embargo, hubo cierta controversia con respecto a la temática del juego (La Guerra del Golfo). El juego salió al mercado después que la Guerra del Golfo terminó, un hecho que los críticos también reprobaron.
Desert Strike tuvo una secuela titulada Jungle Strike en 1993.

## Argumento
El juego comienza con un autonombrado general llamado Kilbaba (Mubaba en la versión Super Nintendo) que toma el control de un estado ficticio sin nombre del Golfo Pérsico. Instalándose a sí mismo como dictador, Kilbaba rápidamente comienza a fortalecer su posición con armas e instalaciones militares, incluidas instalaciones para construir bombas nucleares. Estados Unidos decide enviar un solo helicóptero (pilotado por jugador) para infiltrarse y destruir las fuerzas de Kilbaba en una serie de ataques rápidos.
En General las 4 misiones son las siguientes.
- En el primer nivel ("Superioridad Aérea"), el jugador debe destruir varias pistas de aterrizaje enemigas y sus instalaciones de apoyo, así como liberar a un espía proestadounidense que tiene información importante sobre los próximos planes de Kilbaba.

Los críticos consideraron que la trama del juego era una referencia poco disimulada a la Guerra del Golfo. Se hicieron comparaciones entre Kilbaba y Saddam Hussein, y entre el escenario desértico sin nombre del juego e Irak.